# Dariusz Radosz
Dariusz Radosz (Toruń, 13 de agosto de 1986) es un deportista polaco que compitió en remo. Está casado con la remera Martyna Mikołajczak.
Ganó dos medallas en el Campeonato Europeo de Remo, en los años 2011 y 2017. Participó en los Juegos Olímpicos de Río de Janeiro 2016, ocupando el cuarto lugar en la prueba de cuatro scull.

## Palmarés internacional
| Campeonato Europeo | Campeonato Europeo       | Campeonato Europeo | Campeonato Europeo |
| Año                | Lugar                    | Medalla            | Prueba             |
| ------------------ | ------------------------ | ------------------ | ------------------ |
| 2011               | Plovdiv (Bulgaria)       | Medalla de oro     | Ocho con timonel   |
| 2017               | Račice (República Checa) | Medalla de plata   | Cuatro scull       |